# Tharcisse Renzaho
Tharcisse Renzaho (né le 17 juillet 1944) est un soldat rwandais, ancien homme politique et criminel de guerre. Il est inculpé d'une peine de prison à perpétuité pour sa participation au génocide des Tutsis en 1994.

## Biographie
Tharcisse Renzaho est né le 17 juillet 1944 dans le secteur Gaseta de la commune Kigarama, dans la préfecture rwandaise de Kibungo. Il a fait ses études d'ingénieur militaire dans diverses académies en Allemagne, en France et en Belgique. Après son retour au Rwanda, il atteint le grade de colonel dans les Forces armées rwandaises.
En 1990, il entre en politique. Hutu de naissance, il intègre le parti dominant Mouvement révolutionnaire national pour le développement de Juvénal Habyarimana. Il devient le préfet de la ville de Kigali, et préside au même moment le comité de défense civile de Kigali.

### Rôle dans le génocide des Tutsis en 1994
Selon le procureur du Tribunal pénal international pour le Rwanda (TPIR), Renzaho aurait contribué au génocide de nombreuses manières entre le 7 avril et juillet 1994. Il est initialement accusé de génocide alternativement complicité de génocide, l'extermination en tant que crime contre l'humanité ; et atteinte à la vie, à la santé et à l'intégrité physique le  3 octobre 2002. Le 11 novembre 2002 l'acte d'accusation est modifié et devient génocide alternativement complicité de génocide, meurtre en tant que crime contre l'humanité,. 
Il est notamment accusé d'avoir ordonné ou encouragé le massacre de 60 garçons tutsis dans un centre pastoral, encourageant les forces de l'ordre et les miliciens à arrêter et tuer des tutsis via Radio Rwanda. Profitant des pouvoirs que lui confère sa position, il participe au génocide en érigeant des barrages routiers pour l'interception et le meurtre de Tutsis, limogeant les conseillers qui s'opposaient au génocide comme Jean-Baptiste Rudasingwa et Célestin Sezibera, équipant les génocidaires de fusils Kalachnikov et ordonnant l'arrestation et l'assassinat de Tutsis comme le journaliste André Kameya.

### Arrestation
Tharcisse Renzaho s'enfuit au Zaïre à la suite de la victoire du Front Patriotique Rwandais qui entraina l'effondrement du gouvernement. En 1997, il échappe à un piège policier tendu conjointement par la police kényane et les enquêteurs du TPIR.  
Le 26 septembre 2002 il est arrêté en République démocratique du Congo, et remis au Tribunal pénal international pour le Rwanda le 29 septembre. Le 14 juillet 2009, le Tribunal le condamne à la prison à vie et le 1er avril 2011 , la Chambre d'appel confirme la peine.